# (74318) 1998 UB16
(74318) 1998 UB16 – planetoida z pasa głównego asteroid okrążająca Słońce w ciągu 4,34 lat w średniej odległości 2,66 j.a. Odkryta 22 października 1998 roku.